# Première guerre de Mithridate
Batailles
Amnias - Mont Scoroba - Chéronée - Ténédos - Orchomène
La première guerre mithridatique (88 ou 89 à 85 av. J.-C.) est un conflit entre la République romaine et le royaume du Pont dirigé par Mithridate VI, dont l'enjeu est le contrôle de l'Anatolie (Asie mineure). La guerre se termine par la victoire des légions romaines, pourtant inférieures en nombre, menées par Sylla.

## Sources
Aucun ouvrage historique contemporain des faits ne nous est parvenu. Appien, un auteur grec du IIe siècle, est la source la plus complète d'informations sur les guerres mithridatiques : il y consacre le livre XII (Mithridatique) de son Histoire romaine. Écrit longtemps après les faits, l'ouvrage manque de repères chronologiques. La Vie de Sylla de Plutarque constitue également une source importante. Il s'inspire probablement des Mémoires de Sylla, une œuvre perdue. Dans son Abrégé des histoires philippiques, Justin, qui s'inspire de Trogue Pompée, consacre deux livres (37 et 38) à Mithridate. Memnon d'Héraclée, dans l'ouvrage qu'il consacre à sa ville d'origine, qui n'est connu que grâce au codex 224 de la Bibliothèque de Photios de Constantinople, fournit également des renseignements intéressants sur Mithridate. On ne peut que déplorer la perte des livres de la monumentale histoire romaine de Tite-Live concernant ce sujet. Seuls des abrégés (appelés periochæ) nous en donnent une idée.

## Prémices

### Relèvement du royaume du Pont sous Mithridate VI
Montant sur le trône en 112 av. J.-C., Mithridate VI Eupator a 20 ans. Il emprisonne sa mère, régente abusive, ainsi que son frère. Son royaume est alors affaibli, en déclin depuis la mort de son père, Mithridate Evergète. Sous son impulsion, le royaume connaît alors un important essor. À peine a-t-il soumis l'Euxin qu'il prépare déjà la conquête de l'Asie Mineure. Les succès et les victoires de Mithridate et de son allié arménien Tigrane II incitent les Romains à réagir.

### La Cappadoce, objet de convoitise
Mithridate veut s'assurer le contrôle du royaume de Cappadoce. En 99, après en avoir assassiné le roi, son neveu Ariarathe VII, il met sur le trône son propre fils Ariarathe IX. Le roi de Bithynie, Nicomède III, que les menées de son voisin Mithridate inquiètent, soutient un autre prétendant au trône de Cappadoce. L'affaire est soumise à l'arbitrage du Sénat romain, qui rejette les deux prétendants et accorde la liberté aux Cappadociens. Ces derniers, qui veulent malgré tout un souverain, choisissent Ariobarzane. Mithridate persuade alors son allié arménien, Tigrane II, de le chasser du trône. Réfugié à Rome, Ariobarzane convainc le Sénat romain de le restaurer. L. Cornelius Sylla, proconsul de Cilicie, est chargé de diriger l'expédition. À la tête d'une petite armée, il balaye les troupes arméniennes. Il remet Ariobarzane sur le trône et noue des liens diplomatiques avec le roi des Parthes, un autre Mithridate, suzerain du roi d'Arménie, qui s'abstient de réagir face aux Romains. Le roi du Pont est le grand perdant de cette campagne, car son alliance avec les Arméniens est mise à mal. Au début de l'année 91, la domination romaine sur l'Asie Mineure paraît solidement établie. Mithridate et Nicomède IV (roi de Bithynie) restent indociles, mais rejetés derrière leurs frontières.

### Nouvelle donne
C'est alors que survient ce qui a été appelé « la Guerre sociale », comme un coup de tonnerre, fin 91. La République romaine, menacée par ses alliés italiens, doit alors rappeler les contingents maritimes de ses alliés. La Macédoine, désormais sans défense, est laissée aux ravages des Thraces. Pour Mithridate, comme pour tous les autres dirigeants asiatiques, cette brusque explosion est une surprise ; par ailleurs, elle arrive bien trop tôt dans ses plans. Sa flotte est encore en chantier, et la moitié de son armée guerroie au nord ; son faisceau d'alliance n'est pas encore totalement constitué. Mais il ne peut se permettre de ne pas profiter de la situation, et d'agir en Asie Mineure.
Après avoir vainement tenté de faire assassiner Nicomède IV de Bithynie, Mithridate lui oppose son demi-frère réel ou supposé, Socratès Chrèstos, et le chasse, tandis qu'en Cappadoce, Mithras et Bagoas (sans doute deux Arméniens) expulsent une nouvelle fois Ariobazarne. Les deux rois ainsi détrônés, en exil, se rendent ensemble à Rome pour plaider leur cause et supplier le Sénat de les aider.
Mithridate pense que les Romains sont trop occupés par leur crise intérieure, et qu'ils laisseront les rois qu'il a installés affermir leur pouvoir et leur trône. Sylla lui reprochera ce calcul plus tard lors d'une entrevue : « Quand tu as entendu que l'Italie s'était révoltée contre nous, tu as saisi l'occasion alors que nous étions occupés, pour tomber sur Ariobarzane, Nicomède, la Galatie, la Paphlagonie, et finalement sur notre province asiatique ».
Mais en Italie, le gros de la crise est passé, et Rome réagit bien plus vite que ne l'a escompté le roi du Pont. Les rois déchus sont reçus à Rome. Une ambassade spéciale, menée par le consul Manius Aquilius est envoyée sur place. Lucius Cassius, proconsul d'Asie en -89, qui a une petite armée sous son commandement, est chargé d'assister les ambassadeurs dans leur mission. Mithridate cède une fois encore, et les deux rois sont remis sur leur trône sans affrontement. Mais Aquilius, déterminé à tirer soit gloire, soit fortune de cette expédition, en est fortement frustré, et cherche à ranimer les animosités. Il demande à Mithridate de payer les frais de l'expédition. Mithridate s'y refuse, s'estimant plus le créancier de Rome que son débiteur. Aquilius se tourne alors vers les deux rois de Bithynie et de Cappadoce pour en obtenir un paiement. Comme leur trésor personnel est complètement à sec, Aquilius et Cassius leur suggèrent de rétablir leurs finances aux dépens de Mithridate, en ravageant son territoire. Ariobarzane s'abstient, plus pleutre que rancunier. Mais Nicomède, sous la pression des Romains, opte pour la guerre et envahit le territoire du Pont, jusqu'à Amastris. Cette agression aurait pu dégénérer, mais Mithridate se montre plus fin : il se borne à protester officiellement.

### Mauvais calculs
Les Romains n'ignorent rien des préparatifs de Mithridate. Son armée devient forte, mais les Romains le sous-estiment, voyant dans sa prudence une faiblesse. Pélopidas, envoyé par Mithridate, demande aux Romains soit de mettre un frein aux agissements de Nicomède, soit de porter assistance à leur allié Mithridate, soit de rester neutres et de laisser Nicomède et Mithridate régler leurs problèmes entre eux. Face à la réponse évasive des ambassadeurs romains, Mithridate occupe à nouveau la Cappadoce et remet Ariarathe IX sur le trône.
Pélopidas retourne vers les ambassadeurs romains et les incite à la prudence. Aquilius, par rapacité ou par ambition, sans s'en référer au Sénat et agissant de son propre chef, déclare que Mithridate devait respecter le territoire bithynien, à ses risques et périls. Quant à la Cappadoce, les Romains se chargent eux-mêmes d'y ramener Ariobarzane. Ce qui équivaut à une déclaration de guerre. Aquilius a engagé Rome dans une guerre dont il n'imagine pas une seule seconde l'ampleur future.

Région avant les guerres de Mithridate
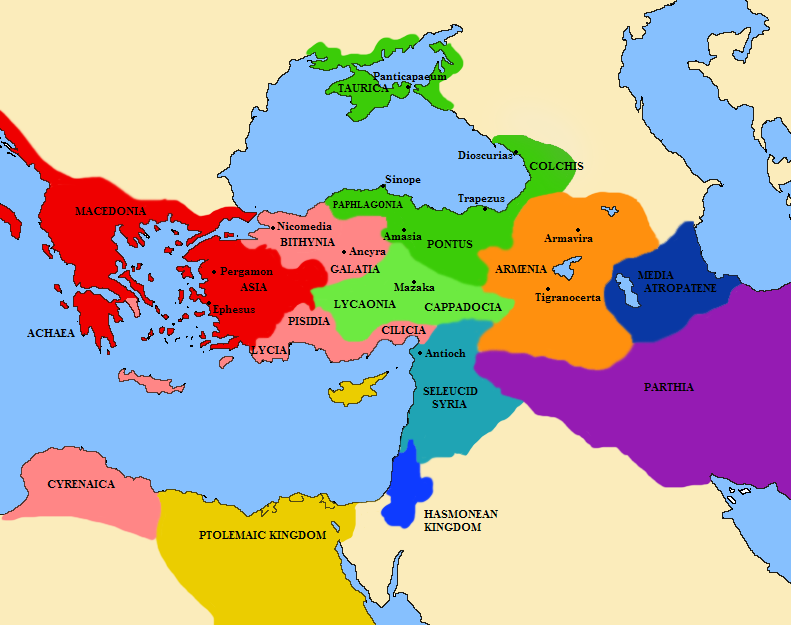
Région avant les guerres de Mithridate
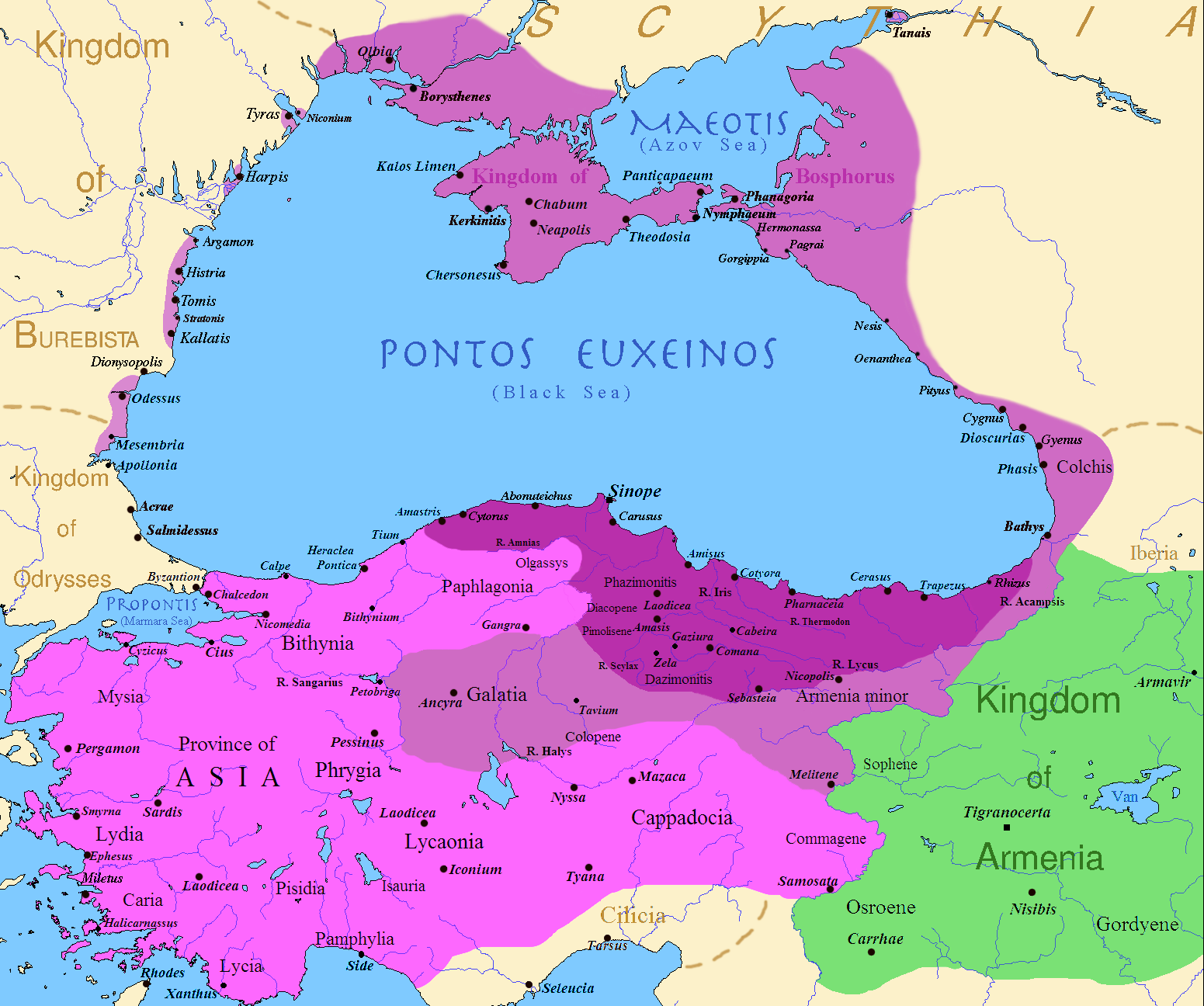
Royaume du Pont avant Mithridate VI
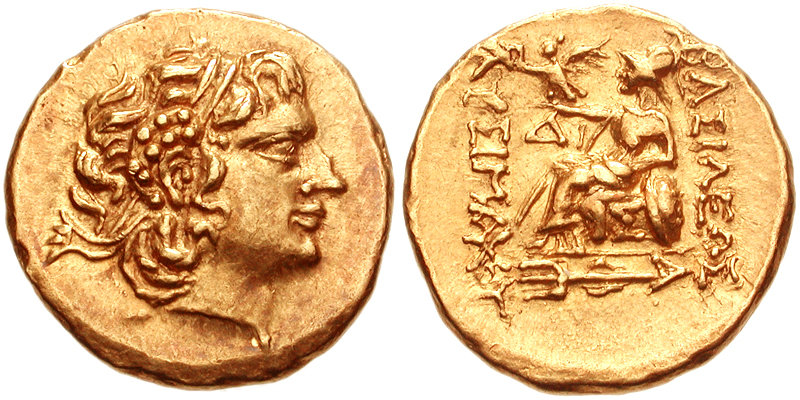
Pièce de Mithridate VI, 88-86
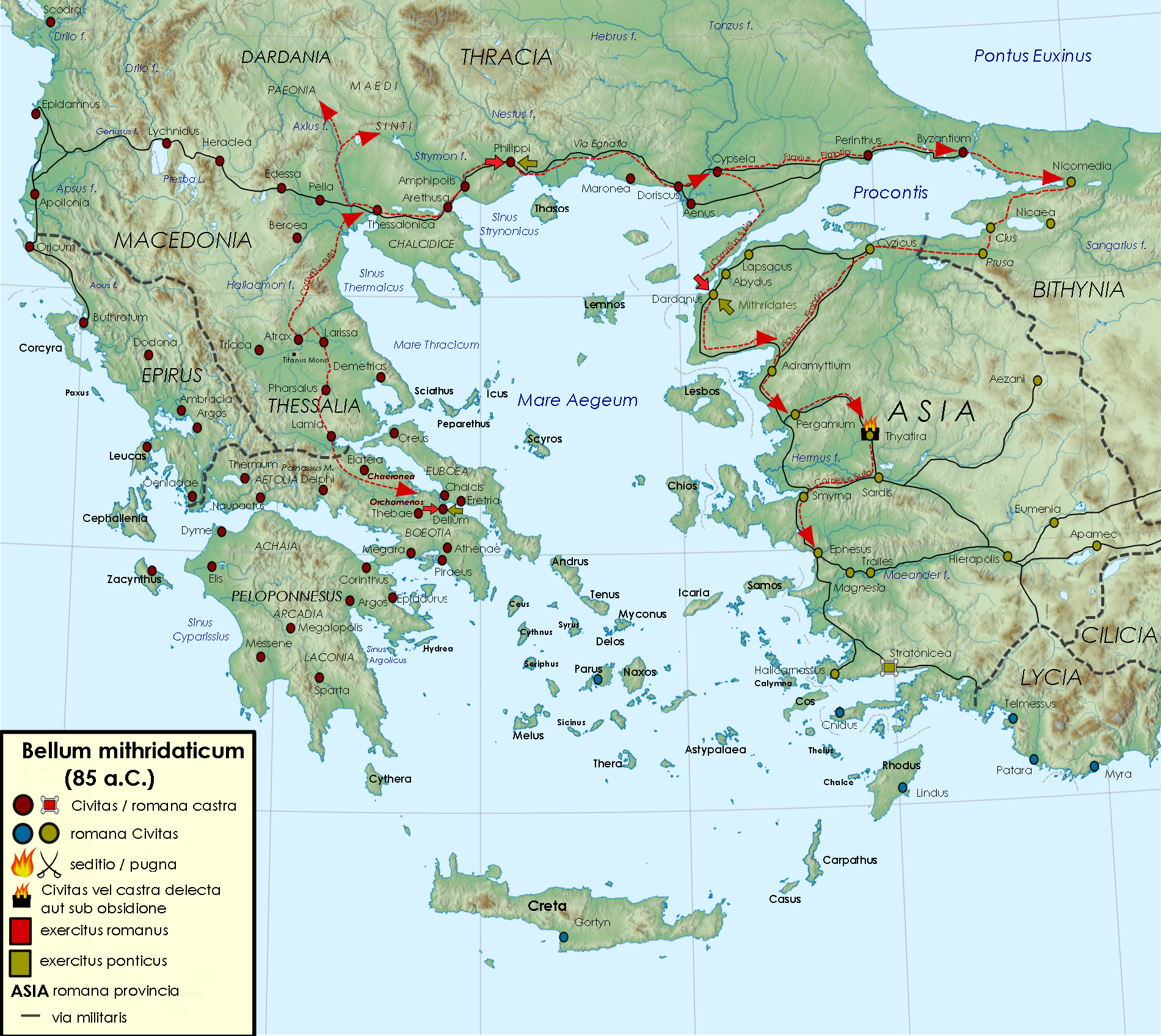
Situation en 85

## La guerre

### Succès initiaux de Mithridate

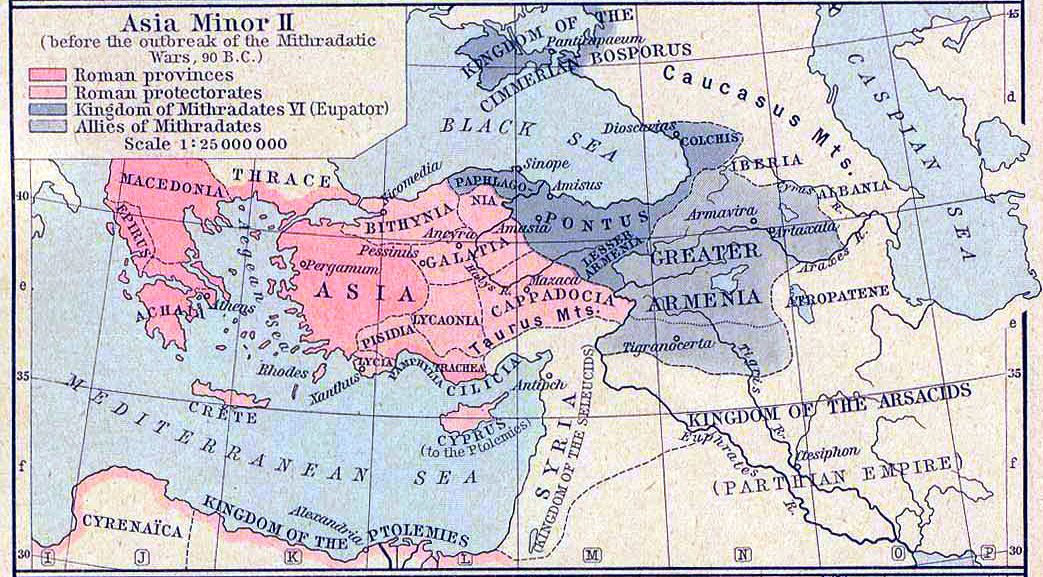
L'Asie mineure avant la Première guerre de Mithridate

En 88, Mithridate prend l'offensive. Il bat d'abord les troupes bithyniennes de Nicomède. Ensuite, les forces romaines en Asie mineure divisées en plusieurs corps sont écrasées par les troupes pontiques et arméniennes. Cassius, battu, se réfugie à Rhodes ; le proconsul de Cilicie, Quintus Oppius, est livré à Mithridate par les habitants de Laodicée ; Aquilius subit le sort le plus violent : après sa capture, il est promené sur un âne, puis on fait couler de l'or fondu dans sa gorge pour le punir de sa rapacité. Le cœur de la province d'Asie s'ouvre à Mithridate, qui se présente en libérateur et attise le sentiment anti-romain. Il lance un appel à l'extermination des résidents romains et italiens. Quatre-vingt mille personnes, hommes, femmes et enfants, sont massacrées, souvent de manière atroce. La flotte pontique, commandée par Archélaos, croise en mer Égée. Rhodes, dont les navires, bien qu'inférieurs en nombre, harcèlent la flotte de Mithridate, résiste à l'abri de ses remparts. Le roi finit par lever le siège. En revanche, Délos, où plusieurs milliers de Romains se sont réfugiés, est prise et vingt mille personnes y sont massacrées. Une grande partie de la Grèce continentale se rallie à Mithridate : les Lacédémoniens et toute la Béotie à l'exception de Thespies. À Athènes, les partisans du roi du Pont, dirigés par Aristion, prennent le pouvoir. Pour prix de leur collaboration, les Athéniens récupèrent le contrôle de Délos.

### Premières réactions romaines
À Rome, où les nouvelles arrivent lentement, on ne s'inquiète pas trop. Les finances romaines ne sont pas brillantes, mais l'on se doit pourtant de réagir. Selon Appien on décide « de vendre les trésors que le roi Numa Pompilius avait destinés aux sacrifices des dieux ». La question qui agite le plus les esprits est celle du commandement de l'expédition. La lutte pour le commandement glorieux de cette campagne oppose deux hommes ambitieux : C. Marius et L. Cornelius Sylla. La guerre civile qui en découle retarde le départ du corps expéditionnaire de plusieurs mois. Marius parvient à évincer Sylla avec l'aide du tribun militaire L. Sulpicius, mais Sylla marche sur Rome et l'occupe militairement, tuant Sulpicius et chassant Marius. Il part à Capoue, où il retrouve ses troupes, et s'embarque dans les ports de l'Adriatique, au début de l'année 87.

### Débarquement de Sylla en Grèce
Métrophane, lieutenant d'Archélaos, lui-même général et ami de Mithridate, a ravagé la côte de la Magnésie, et menacé Démétrias, une place forte de Thessalie. Q. Bruttius Sura, légat du propréteur de Macédoine, attaque Métrophane à l'improviste, et récupère le butin entreposé sur l'île de Sciathos. Après cet exploit, Bruttius porte secours à Thespies, assiégée par Archélaos, un des meilleurs généraux pontiques et Aristion, tyran d'Athènes. L'affrontement a lieu à Chéronée, mais au bout de trois jours de lutte indécise, des contingents achéens et lacédémoniens obligent Bruttius à battre en retraite ; il attaque alors peut-être le Pirée, voire l'occupe brièvement,. Il rejoint ensuite l'avant-garde de Sylla, commandée par le questeur Lucullus, qui lui demande de regagner la Macédoine.
Sylla débarque en Grèce à la tête d'environ 36 000 hommes. Les villes béotiennes qu'il traverse s'empressent de se ranger de son côté, ainsi que celles du Péloponnèse. Thèbes a tout lieu de regretter son soutien initial à Mithridate : Sylla confisque la moitié de son territoire. Il ne reste bientôt aux Pontiques que l'Attique et l'Eubée. Pour pourvoir aux dépenses militaires, Sylla s'empare des trésors des sanctuaires grecs.

### Prise d'Athènes par Sylla
Archélaos et Aristion, face à cette armée d'envergure, renoncent au combat et se retranchent, Aristion à Athènes, et Archélaos dans le port du Pirée. Les Pontiques contrôlent complètement la mer, et le Pirée peut donc soutenir le siège aussitôt mis en place par Sylla. À Rome, Marius fait son retour, et sous son impulsion, Sylla est désavoué par ses pairs, déchu de son commandement, et déclaré ennemi public. Il doit donc vaincre ou mourir, et choisit la première solution. Le siège du Pirée est une opération d'envergure. Sylla fait construire des engins de siège pour s'attaquer aux épaisses murailles. Les Romains sont harcelés par des sorties des assiégés, qui, de surcroît, reçoivent des renforts par la mer, sans que leurs adversaires, qui n'ont pas de flotte, puissent l'empêcher. Les opérations, commencées en 87, se poursuivent en 86. Comme elles s'enlisent, Sylla reporte ses efforts sur Athènes. Contrairement au Pirée, la ville est coupée de tout ravitaillement et ses défenseurs sont affamés. Le 1er mars, la ville tombe pratiquement sans résistance. Sylla la livre à ses soldats qui la pillent de fond en comble et tuent de nombreux habitants. Aristion se barricade dans l'Acropole. Après la prise d'Athènes et la reprise du siège du Pirée, Archélaos abandonne la ville et se retire provisoirement dans la forteresse de Munichie. Sylla fait alors raser le Pirée. Mithridate a perdu sa principale base d'opération en Grèce.
Les auteurs antiques ne décrivent pas très clairement ce qui suit. Archélaos, qui a quitté l'Attique par voie de mer, marche ensuite vers le nord pour faire sa jonction en Thessalie avec deux autres armées pontiques. L'une est commandée par Dromichaitès. L'autre, qui opérait en Macédoine, sous les ordres d'un des fils de Mithridate, Arcathias, descend le long de la côte thessalienne. Après la mort d'Arcathias, des suites d'une maladie, Taxilus reprend le commandement de son armée. Archélaos rejoint Taxilus aux Thermopyles. Sylla marche également vers le nord à la poursuite d'Archélaos. Plutarque souligne que, bien qu'il soit périlleux d'abandonner l'Attique pour la Béotie, dont les plaines sont favorables à l'évolution de la cavalerie et des chars pontiques, les Romains manquent de ravitaillement et que Sylla souhaite faire sa jonction avec les quelque 6 000 hommes qu'Hortensius amène de Thessalie. Les troupes pontiques attendent ce dernier aux Thermopyles, mais il parvient à leur échapper.

### Chéronée
Les deux généraux romains, Sylla et Hortensius, font leur jonction près de Daulis. Leur armée réunie campe sur une colline à l'est de la plaine du Céphise. Les forces en présence sont fortement disproportionnées : malgré les garnisons et détachements que Taxilus a dû laisser en route, son armée, unie à celle d’Archélaos, compte plus de 60 000 combattants, alors que Sylla et Hortensius ne disposent que de 15 000 fantassins et de 1 500 cavaliers. Selon Plutarque, Sylla renonce provisoirement à engager ses troupes, terrifiées à la vue de la multitude de leurs adversaires. Bien que nombreuses, il s'agit néanmoins de troupes fort hétéroclites, se composant de Thraces, de gens du Pont, de Scythes, de Cappadociens, de Bithyniens, de Galates, de Phrygiens, et d'autres venant de territoires nouvellement acquis à Mithridate. Tant Appien que Plutarque soulignent qu'Archélaos exerce le commandement suprême, mais que chaque contingent a son propre chef, ce qui nuit à l'ordre et à la discipline. Tandis que les Romains restent à l'abri de leurs retranchements, l’armée pontique se répand anarchiquement dans la région, pillant et saccageant les villes.
Sylla, pour occuper ses hommes, les oblige d’abord à creuser des fossés. Au bout de trois jours de pénible labeur, les soldats aspirent à combattre. Sylla décide alors de s'emparer de la citadelle en ruine des Parapotamiens située sur la rive gauche du Céphise. C’est une position capitale et Taxilus l’a compris, mais il est devancé de peu par Sylla. Ce dernier se montre à nouveau plus rapide en installant une garnison à Chéronée, à sept kilomètres (40 stades) au sud-est de la citadelle en ruine. Ainsi, il tient toutes les issues de la plaine du Céphise et ne laisse aux Pontiques qu’une seule route de retraite, difficile à emprunter, contournant le lac Copaïs pour aboutir face à Chalcis. Ainsi débute la bataille de Chéronée, remportée par les Romains.

### Réaction de Mithridate
Après la défaite d’Archélaos, Mithridate, touché de plein fouet, lève une nouvelle armée. Craignant que ses alliés fassent défection, il veut impressionner les esprits. Il s'en prend aux habitants de Chios, contre lesquels il nourrit une rancune particulière depuis qu’une de leurs trières a accidentellement éperonné son navire pendant le siège – infructueux – de Rhodes. Il les accuse de pencher du côté romain et leur impose une énorme indemnité de deux mille talents. Une fois l'or remis, Mithridate accuse les habitants d'avoir triché sur les poids, les fait rassembler et déporter. Il doit également faire face à plusieurs complots intérieurs, qu’il noie dans le sang (1 600 victimes). Il envoie alors un détachement de 60 000 hommes sous le commandement de Dorylaos, qui doit rejoindre le restant des troupes d’Archélaos.

### Orchomène
Par son courage et sa capacité de meneur d’hommes, Sylla inflige alors une nouvelle défaite cuisante à l’armée de Mithridate, à Orchomène. Malgré leur surnombre, la défaite des forces pontiques face aux Romains prouve l'infériorité de la phalange, dont s'est inspiré Mithridate pour réformer son armée. Cela l'oblige à traiter, d'autant plus qu'il a eu affaire à une deuxième armée romaine. En effet, à Rome, Flaccus a été élu consul et s’est embarqué pour la Grèce, soi-disant pour lutter contre Mithridate, mais en réalité pour le faire contre Sylla. Une fois en Grèce, il entre en conflit avec un de ses subordonnés, Caius Flavius Fimbria. Celui-ci profite de l'absence de Flaccus pour monter les soldats contre lui. Flaccus est décapité et Fimbria prend la tête de l'expédition. Il se porte à la rencontre de Mithridate, qu'il assiège dans le port de Pitanè en Éolide. Comme il n'a pas de flotte, il ne peut le capturer.

### Paix de Dardanos
Entre-temps, par l'intermédiaire d'Archélaos, Sylla, qui a hâte d'en finir, car sa position est délicate (pour le Sénat, il est un ennemi public), offre des conditions avantageuses à Mithridate : renoncer à ses conquêtes, livrer sa flotte et payer une indemnité de 3 000 talents. Le roi du Pont se permet pourtant d'essayer d'en obtenir de meilleures. Il entend conserver la Paphlagonie et refuse de céder sa flotte. Il insinue même qu'il pourrait traiter avec Fimbria. Sylla est tellement irrité par ces atermoiements qu'Archélaos, effrayé, lui promet qu'il convaincra Mithridate. Le général romain et le roi du Pont se rencontrent enfin à Dardanos, en Troade. Un accord est rapidement conclu.

## Épilogue
Il reste à Sylla un problème à régler avant de quitter l'Asie : celui des deux légions de Fimbria. Ce dernier a semé la terreur en Bithynie, où il a notamment livré Ilion au pillage. Sylla l'intercepte et lui ordonne de lui remettre ses deux légions. Devant son refus, Sylla met le siège devant son camp. Fimbria finit par se suicider à Pergame alors qu'il quittait la région selon Appien, ou dans son camp, selon Plutarque.
Sylla met alors de l'ordre dans la province d'Asie. Au cours de l'hiver 85-84, il s'installe à Éphèse, qui paie cher sa participation aux massacres de -88. il impose à la province une indemnité de guerre de 20 000 talents et la réorganise fiscalement. Les villes qui sont restées fidèles à Rome en sont récompensées, comme en témoignent des inscriptions retrouvées par les archéologues.
Le problème posé par Mithridate n'est pourtant pas réglé. On en revient à la situation ante bellum : Mithridate conserve son royaume et il sera le belligérant d'une deuxième et une troisième guerre mithridatique. Les soldats de Sylla en éprouvent de l'irritation et il ne peut que leur dire qu'il aurait été impossible de faire face à la fois à Mithridate et à Fimbria.